# Pantone 448C
Pantone 448 C es un color del sistema de color Pantone. Se le describe como un marrón oscuro monótono, y se le conoce como el "color más feo del mundo". En 2012, Australia, este color se eligió para los paquetes de tabaco y cigarrillos, después que los investigadores determinaran que era el color menos atractivo.

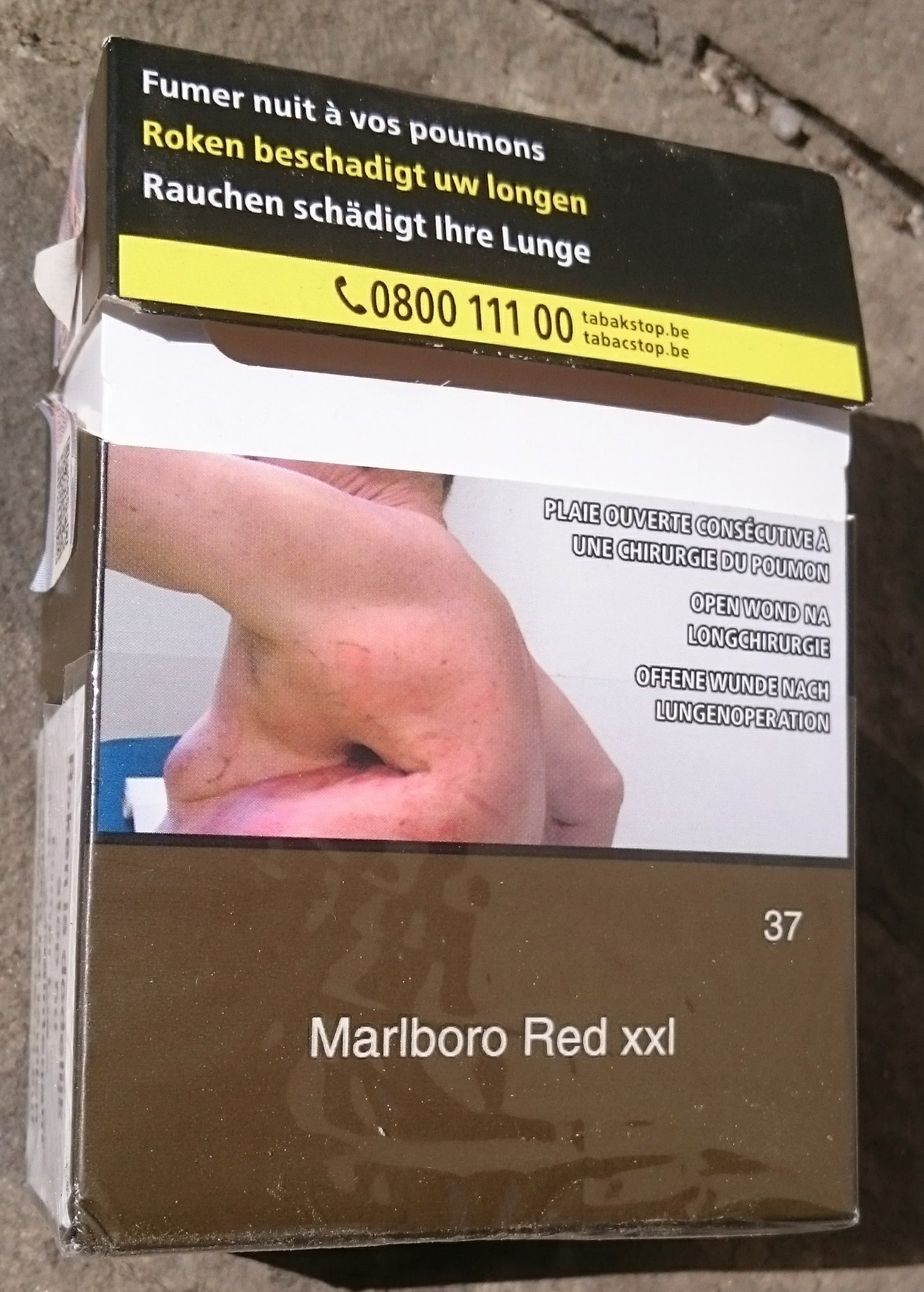
Un paquete de cigarrillos usado de Bélgica

El Departamento de Salud de Australia lo categorizó como verde oliva, pero se le cambió el nombre después de que la Asociación Australiana del Olivo expresara sus inquietudes sobre el nombre. 
Desde 2016, el mismo color también se utiliza para los paquetes de cigarrillos len varios países, como: Canadá, Francia, Reino Unido, Irlanda, Israel, Noruega, Nueva Zelanda, Eslovenia, Arabia Saudita, Uruguay, Tailandia, Singapur, Turquía, Bélgica y Países Bajos.     